# Bachas
Bachas (em occitano:  Baishàs) é uma comuna francesa na região administrativa da Occitânia, no departamento do Alto Garona. Estende-se por uma área de 2.62 km², com 76 habitantes, segundo o censo de 2018, com uma densidade de 29 hab/km².